# 欧申赛德公共交通中心
欧申赛德公共交通中心（英語：Oceanside Transit Center），是一个铁路车站，美铁、南加州都会铁道均有在此站停靠的总站，该站同时是圣地亚哥海岸快铁和凌特轻轨的起始站点。

## 车站结构
车站在经过2016-2020年的改造后设有3条重铁股道，3座侧式站台，和一座供疾速号使用的岛式站台。
|  | 侧式站台 |                                                                       |  |  |
|  | 1道      | ■ 太平洋冲浪者号往聖迭戈聖塔菲車站 Metrolink ■ 终到列车               |  |  |
|  | 2道      | ■ 太平洋冲浪者号往洛杉磯聯合車站 Metrolink ■ 始发列车往洛杉磯聯合車站 |  |  |
|  | 侧式站台 |                                                                       |  |  |
|  | 3道      | ■ COASTER始发列车往聖迭戈聖塔菲車站（卡尔斯巴德村）                   |  |  |
|  | 侧式站台 |                                                                       |  |  |
|  |          | ■ SPRINTER始发终到列车（海岸公路）                                    |  |  |
|  | 岛式站台 |                                                                       |  |  |
|  |          | ■ SPRINTER始发终到列车（海岸公路)                                     |  |  |